# Caféiculture au Sri Lanka

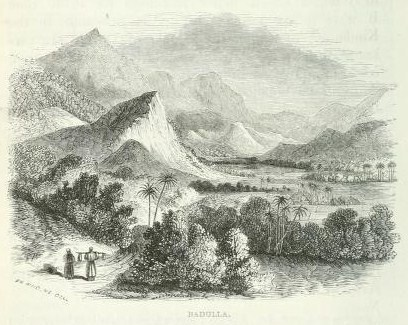
Plaque de Ceylan, Physiques, Historiques et Topographiques, intitulé Le Café des Régions. Badulla

La production de café au Sri Lanka (anciennement Ceylan) a atteint un sommet dans les années 1870, avec plus de 111 400 acres de terres cultivées. Les Néerlandais ont expérimenté avec la culture du café au XVIIIe siècle, mais il n'a pas réussi jusqu'à ce que les Britanniques ont commencé à grande échelle de la production commerciale à la suite de la Colebrooke–Cameron Commission des réformes de 1833. En 1860, le pays a été parmi les principaux producteurs de café des Nations unies dans le monde. Bien que la production de café reste une source de revenus, il n'est plus un principal secteur économique. En 2014, le pays s'est classé 43e des plus grands producteurs de café dans le monde.

## Histoire

### Les débuts
Les Cingalais n'étaient pas coutumiers de l'utilisation de baies dans la préparation d'une boisson. Ils ont utilisé uniquement les jeunes feuilles pour les currys et les fleurs comme des offrandes à leurs temples.
Les Britanniques arrivés sur l'île, en 1796, en ont pris le contrôle en 181. La première arabica café des plantes introduites à Ceylan peut-être arrivée à partir de Yémen, via l'Inde, par des pèlerins musulmans au début du XVIIe siècle
Ces nouvelles entreprises, principalement dans les zones côtières autour de Galle, a échoué en raison de l'inadaptation de la région pour la culture du café. Le premier à réussir la croissance de café sur une échelle commerciale a été George Bird, qui a établi une plantation de café dans Singhapitiya.
Edward Barnes, qui devint gouverneur de Ceylan , en 1824, a établi une autre plantation dans Gannoruwa. La plupart de ces entreprises ont été économiquement échec, en raison d'un certain nombre de facteurs, y compris l'inadéquation des zones de basses terres, la concurrence des Antilles, le manque de culture des compétences et le manque d'infrastructures. La première plantation dans la région montagneuse de Kandyan Region, a été créé en 1827 qui, quelques années plus tard, s'est étendue à de nombreux autres domaines dans le pays, de devenir rentable.

### Trois décennies de succès du café anglais à Ceylan

#### Jusqu'en 1830, des débuts difficiles
Les caféiers de Ceylan et ceux des Nilgherries appartiennent à ces excellentes variété montagnardes, tout comme ceux de la majeure partie de ceux du Yémen qui essuient parfois des nuits très froides dans leurs vallons élevés.
À partir de 1740, les directeurs de la Compagnie néerlandaise des Indes orientales, Baron van Imhoff et ses successeurs van Gollenesse ET Loten. ont tenté de cultiver le café sans succès, car à une altitude trop basse, et pour ne pas trop concurrencer Java. En 1762, la production ne dépassait pas 50 tonnes
Ceylan passe sous contrôle anglais via la Convention de Kandy (1815). Dès 1823, le café y cultivé par le planteur George Bird à Singhapitiya. Une cargaison comptant du café de Ceylan arrive à Gibraltar à destination de Livourne dès 1823. Le premier ceylanais de souche à cultiver le thé à une échelle commerciale est Jeronis de Soysa, et un quart de la production émane tout d'abord de petits planteurs locaux, mais l'échec est aussi causé par une altitude trop basse.
À l'initiative de l'administration coloniale britannique, le Sri Lanka a expérimenté le café. Les cultures de plantation sont devenues prospères dans les années 1830 lorsque les Antilles anglaises ont mis fin à l'esclavage, ce qui a affecté leur vaste production de café.
La poursuite de l'expansion s'est accélérée lorsque le gouvernement britannique au Sri Lanka vendu gouvernement terres qu'ils avaient obtenues par les rois de Kandyan. Tamil travail du Sud de l'Inde, a été recruté par les années 1830.
La Banque de Ceylan pris en charge la prolifération de café successions, ce qui a entraîné le développement de l'infrastructure dans la région de Kandy.

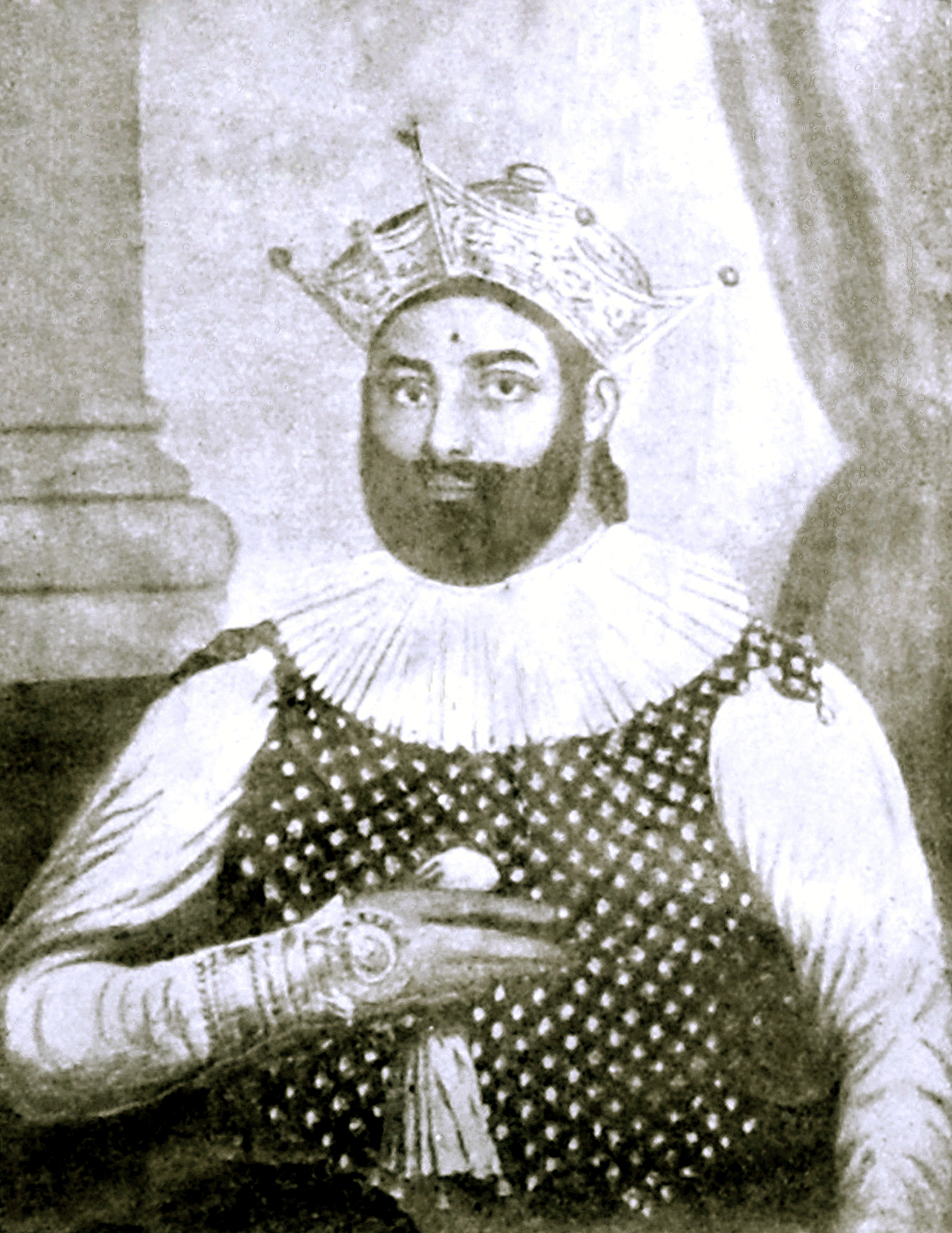
Sri Vikrama Rajasinha, dernier souverain du Royaume de Kandy.

#### Le succès dans les zones semi-montagneuses après 1836
Le café est cultivé massivement à partir de 1834, face au succès des premières plantations créées en 1827 dans la zone semi-montagneuse de Kandy, soumise par les Anglais en 1815, à 500 mètres d'altitude dans un vallon à la végétation luxuriante. L'abolition de l'esclavage dans les Antilles anglaises en 1825 ouvre un boulevard au café de Ceylan. La production se développe à partir de 1836 par la distribution de terres domaniales.
À partir de 1843, l'île assure la moitié des besoins anglais en café, grâce à une production décuplée en vingt ans. Les rendements sont trois à quatre fois plus élevés qu'aux Antilles, les plantations européennes d'une taille moyenne de 80 hectares assurant les ¾ de la production, à côté d'une caféiculture plus modeste. Un tiers des plantations sont détenues par des ceylanais de souche, puis c'est seulement un huitième. Les fermes de café ont en moyenne 40 hectares. Les plantations européennes sont de dix à quinze fois plus étendues (en moyenne 80 hectares). Elles appartiennent à de gros propriétaires mais aussi à des sociétés qui possèdent en moyenne plus de 100 hectares. Les petits planteurs (pour la plupart des locaux) représentaient encore 38 % de l'activité en 1850 mais leur part tombé à 6 % en 1885. Ils ont un moindre accès au crédit et plus cher.
La main-d'œuvre est abondante : deux travailleurs environ à l'hectare<. Sur chaque domaine naissent des villages nouveaux.

#### Les financiers indiens, la main-d'œuvre tamoule
Les indiens Chettiar financent et contribuent à la commercialisation, tandis qu'une main-d'œuvre Tamoule, est arrivée par dizaine de milliers à la fin des années 1830 et surtout en 1842. Même si l'esclavage est aboli en 1843 à Madras et en 1855 à Travancore (Thiruvitankur en malayalam), ancien État princier des Indes britanniques, la plupart des paysans du Thanjavur restent liés par une dette qui empêche leur mobilité et les rend corvéables. Le surplus des revenus du café est utilisé pour créer une « Cooly Transport Company » et la « Ceylon Agency », chargés de s'implanter dans les ports d'Asie pour y recruter de la main-d'œuvre.
Entre 1838 et 1843, pas moins de 130 plantations sont créées à Ceylan, où en 1845 la chute accentuée des cours du café ramène les planteurs à une perception plus réaliste de l'avenir. Après la dépression des prix du café de 1846, les conflits émergent car le travail obligatoire est introduit en 1848, causant une rébellion>. La production décline, puis elle repart avec la hausse des cours.

#### Un pic de50 000 tonnesdans les années 1875
En 1860, Ceylan, Brésil et Indonésie sont les trois premiers producteurs de café du monde. La récolte de Ceylan atteindra un maximum de 50 000 tonnes dans les années 1875, profitant de l'ouverture du Canal de Suez, et les plantations leur plus grande étendue en 1878 avec 275 000 acres, le thé n'en occupant que 4 700. Mais elle chute ensuite, la maladie étendant ses ravages tandis que les cours mondiaux déprimés minent la rentabilité. La régression du café est extrêmement rapide dans les années 1880 et s'accélère les années suivantes avec l'essor des plantations brésiliennes. Ceylan pesé de façon décisive sur le marché du café que trois décennies.

#### Les plantations dans l'Inde toute proche
La caféiculture en Inde croît à partir des années 1845-1850, dans le sud, notamment dans les collines de Hassan et Kuder de l'État de Mysore, avec des domaines assez semblables à ceux de Ceylan, et environ 150 000 travailleurs recrutés annuellement dans les régions voisines, sur la période 1870-1875. De forts moyens financiers, largement européens, profitent aux grandes propriétés, avec des rendements presque forts qu'à Ceylan mais des résultats bien moindres, 355 tonnes en 1866 alors que Inde culminera à 500 000 tonnes en 1879. Dans les années 1870, les ventes de café sont au dixième rang des exportations de l'Inde.

### La «rouille du café» redessine la carte mondiale et les modes de culture
Les cours du café ont doublé entre 1870 et 1876, passant de 12 à 23 cents la livre, puis ils chutent à partir de 1879, lorsque la récolte de Java atteint un historique pic à 120 000 tonnes. Dès 1868, la production diminue temporairement en Amérique centrale et au Brésil, mais la consommation continue à progresser fortement[réf. souhaitée] aux États-Unis. La spéculation vient ensuite s'emparer de la vague de gels qui déciment les plantations de la région de São Paulo en 1870, puis surtout de la rouille du caféier, maladie apparue en 1869, qui éteint peu à peu complètement la récolte de Ceylan puis les quatre cinquièmes du verger indonésien (entre 1880 et 1893), même si la résistance des planteurs dure plus lentement que prévu.
Ce contexte de cours mondiaux d'abord très rémunérateurs permet à la production caféière de se reprendre et de progresser plus qu'attendu en Amérique centrale, en Colombie et surtout au Brésil, qui commence à bénéficier pleinement du chemin de fer et de la politique de dons de terre initiée 1850. La spéculation à la hausse des cours s'effondre en 1880, causant des faillites en cascade chez les négociants, ce qui oblige le café à entrer l'ère moderne : des marchés à terme éclosent, la qualité des origines caféières plus codifiée, la monoculture totale évitée, et de nouvelles espèces résistantes aux champignons recherchées.
En 1860, le Sri Lanka, le Brésil et l'Indonésie étaient les trois plus grands pays producteurs de café dans le monde.

#### Le parasite du caféier découvert en 1869 à Ceylan
Entre 1865 et 1880, les planteurs de Ceylan font venir des plants de café de Jamaïque, Guyana, Cuba, Liberia, et Java[réf. souhaitée], en utilisant la caisse de Ward[réf. souhaitée], sorte de serre portable inventée par le docteur Nathaniel Bagshaw Ward à Londres, vers 1829 pour le transport sur longue distance. Des plants de caféiers sauvages sont en particulier amenés en 1866 du Liberia, où sévissait une maladie qui était probablement la rouille du caféier[réf. souhaitée].
Les caféiers de Ceylan sont rapidement attaqués par cette maladie caféière causée par des champignons basidiomycètes, Hemileia vastatrix et Hemileia coffeicola. Favorisée par l'humidité et une température optimum comprise entre 22 et 24 degrés, elle affecte d'abord les feuilles puis entraîne des pertes de rendement et des baisses de qualité
.
La maladie est pour la première fois décrite par Berkley et Broom en novembre 1869 dans le Gardeners Chronicle après l'examen de caféiers de Ceylan.:171. Entre 1870 et 1877, la production de l'île chute d'un tiers alors que les surfaces cultivées progressent de 52 000 acres[réf. souhaitée]. En 1880, pour aider les scientifiques du jardin botanique de Peradeniya, un jeune botaniste anglais, Harry Marshall Ward est envoyé à Ceylan. Ward conduit plusieurs séries d'études montrant que c'est bien cette maladie qui a détruit les caféiers[réf. souhaitée]. Le journal Tropical Agriculturist, fondé en 1881, se fait l'écho des débats et questionnements des planteurs, qui cherchent une solution et croient pouvoir détecter les arbres malades à l'œil nu, investissent dans la Bordeaux mixture de Pierre-Marie-Alexis Millardet, qui a servi à combattre les maladies du vin ou de la pomme de terre.
Mais dans son rapport de 1882, Harry Marshall Ward dément toute relation entre la présence de cils et de cires à la surface d'une feuille avec son infection, qui est en fait liée à la présence d'enzymes, de toxines et d'antitoxines chez le parasite et l'hôte. La relation entre une plante et son parasite pendant l'infection fait l'objet de sa Croonian Lecture en 1890. Mais ses propositions, passer de la monoculture à la polyculture pour empêcher la dissémination des spores par le vent, et créer des « écrans biologiques » en diversifiant les cultures, sont formulées trop tard : le champignon s'est déjà trop répandu. Les planteurs de Ceylan abandonnent la culture du café pour se tourner vers celle du thé.

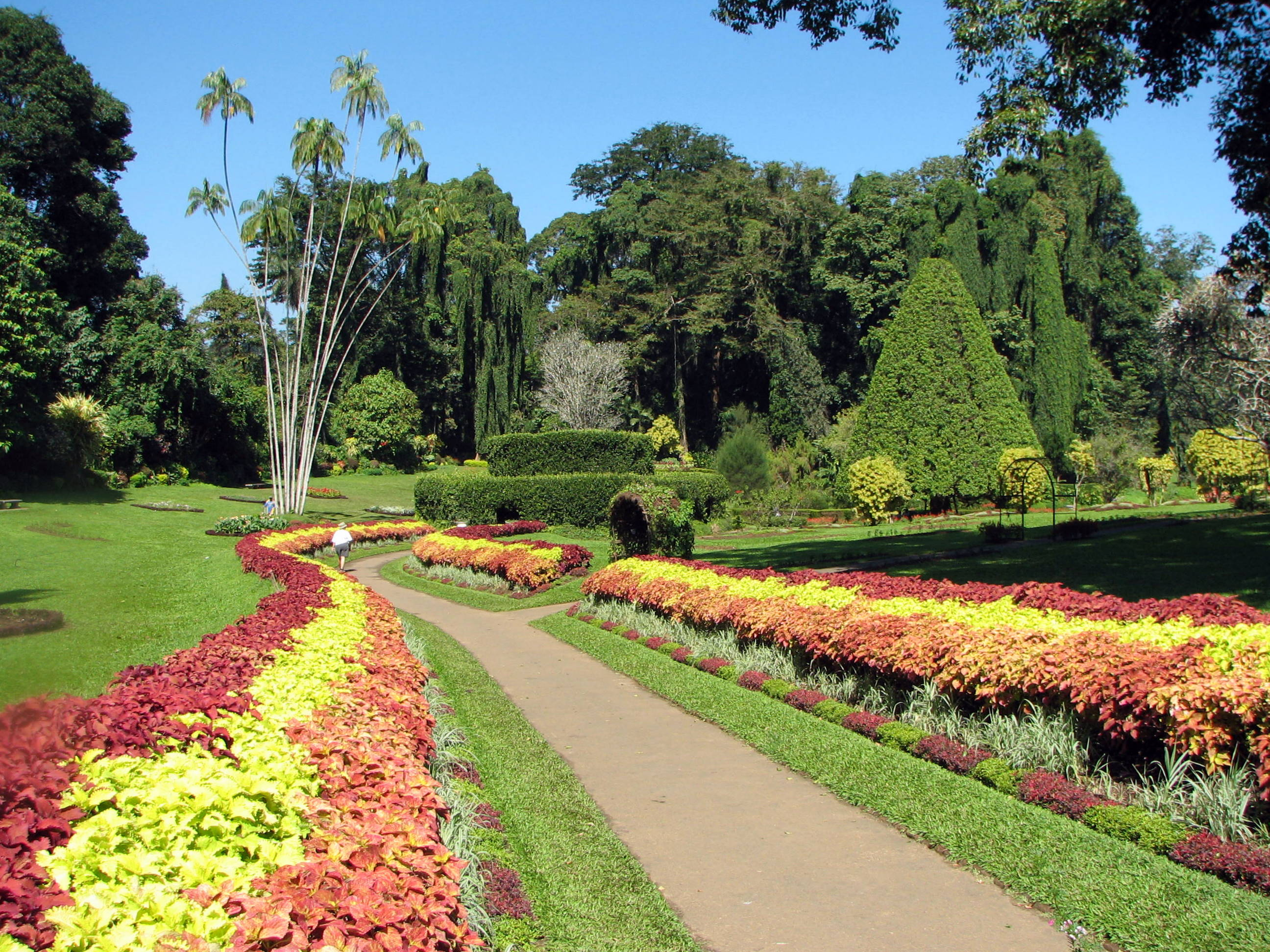
Jardin botanique de Peradeniya.
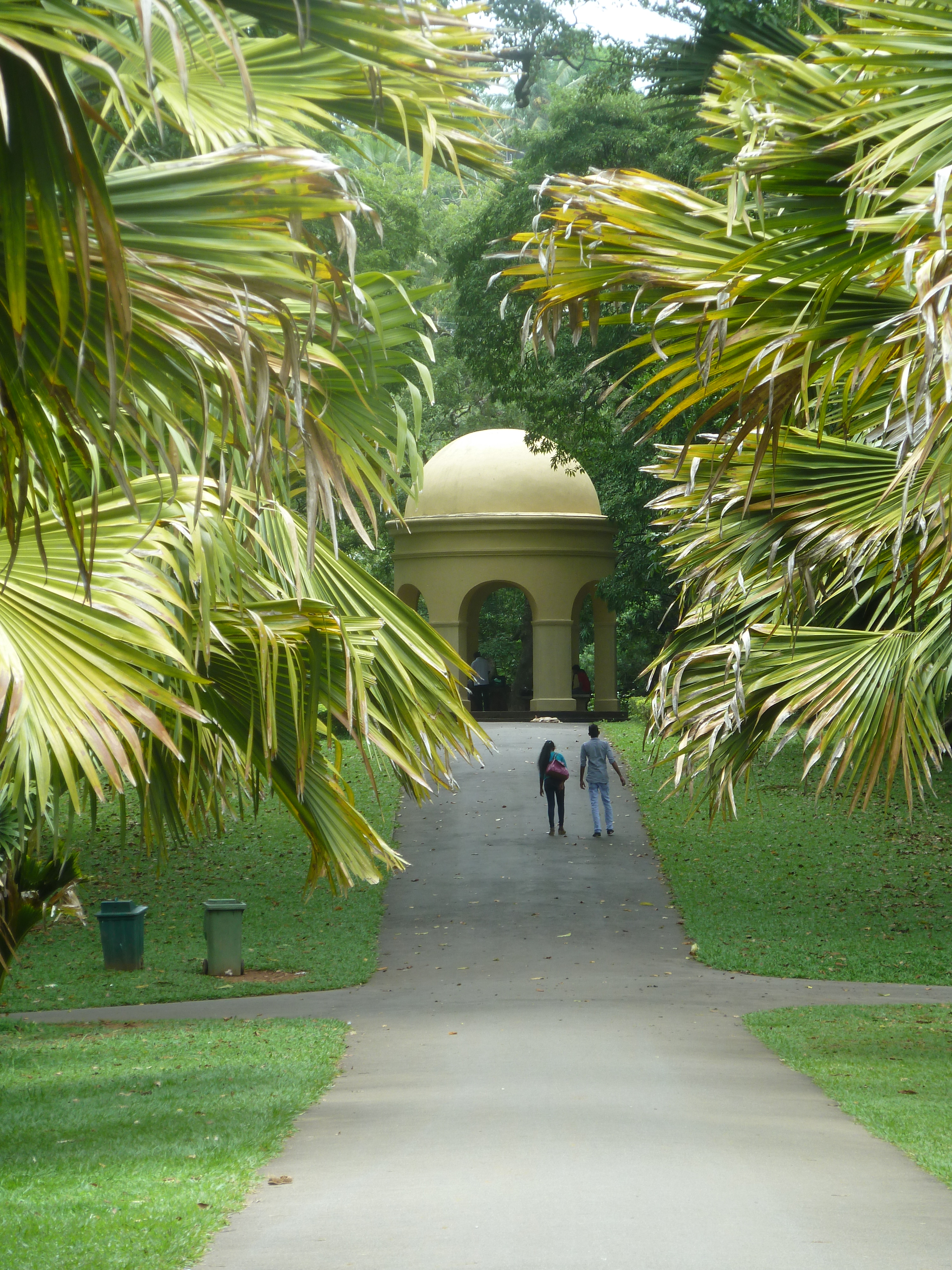
Jardin botanique de Peradeniya.
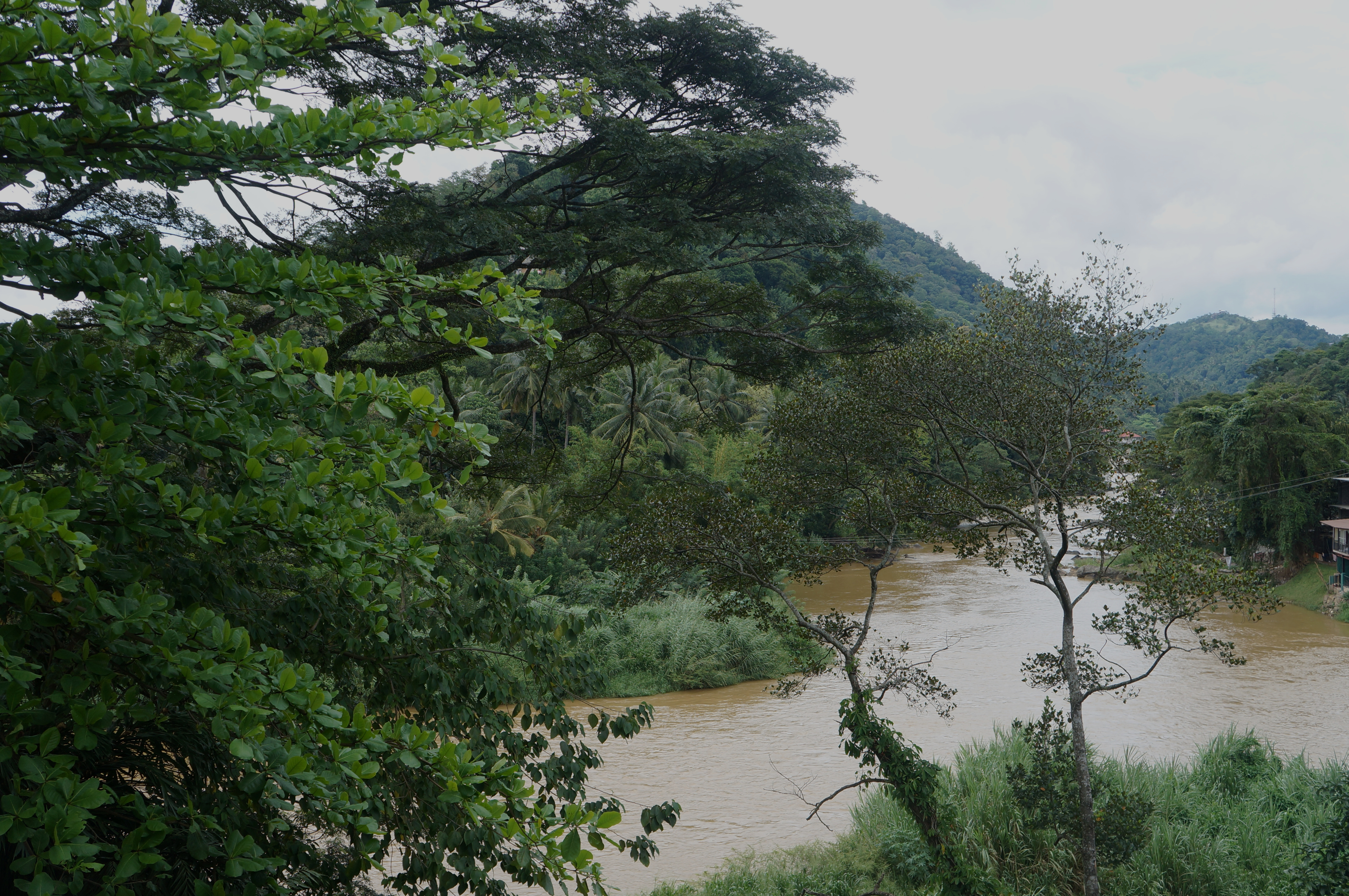
Jardin botanique de Peradeniya.
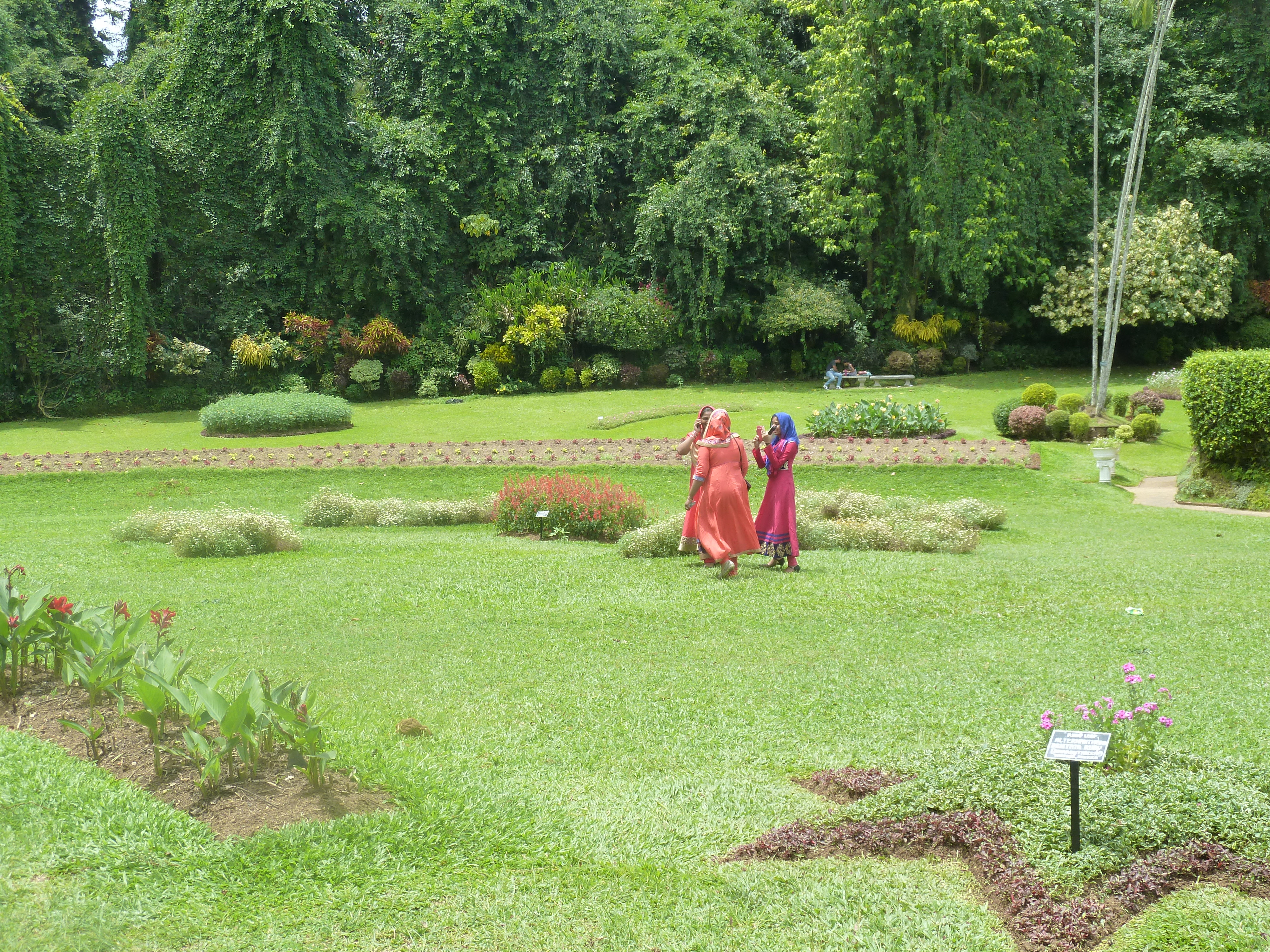
Jardin botanique de Peradeniya.
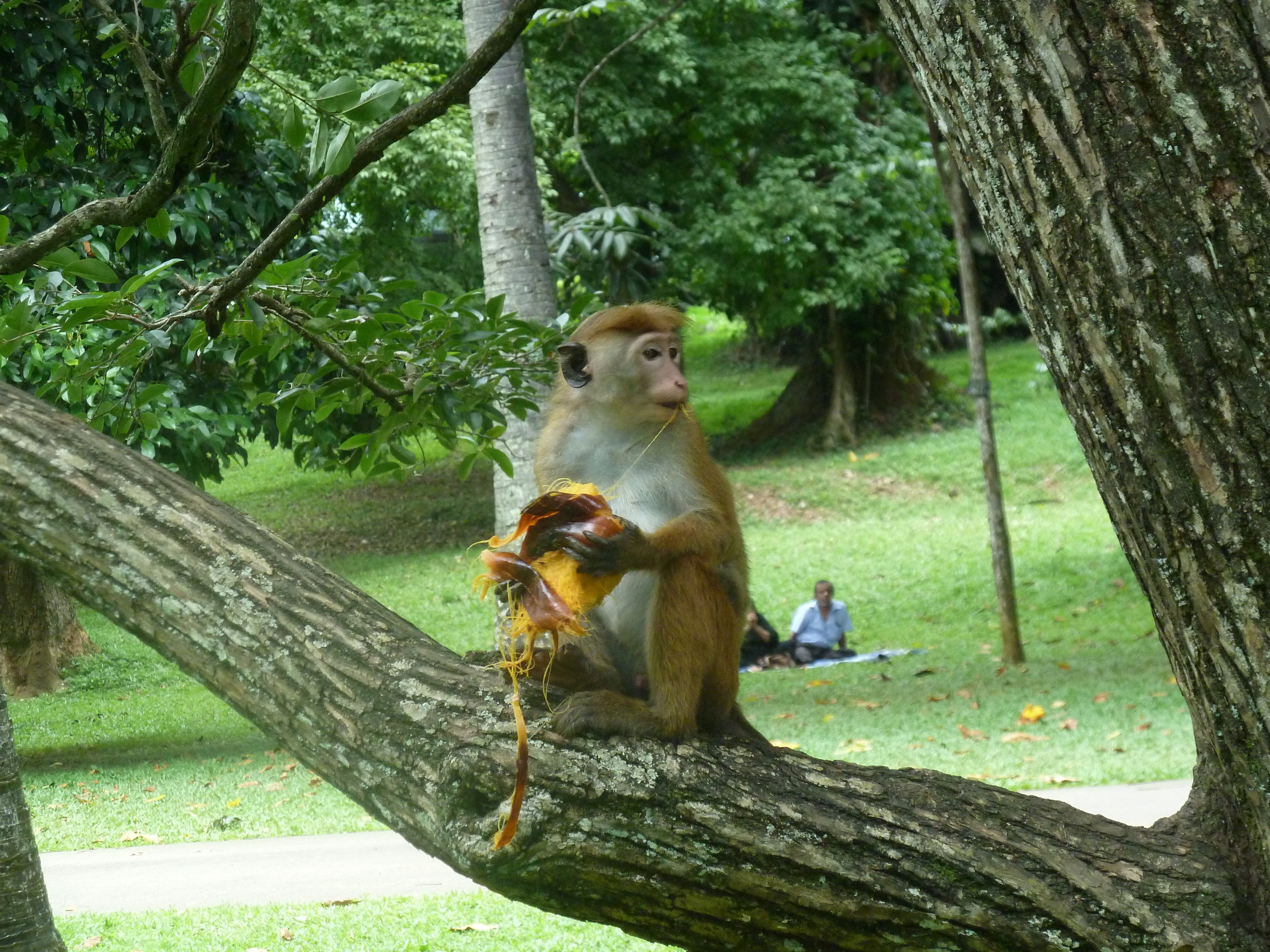
Jardin botanique de Peradeniya.
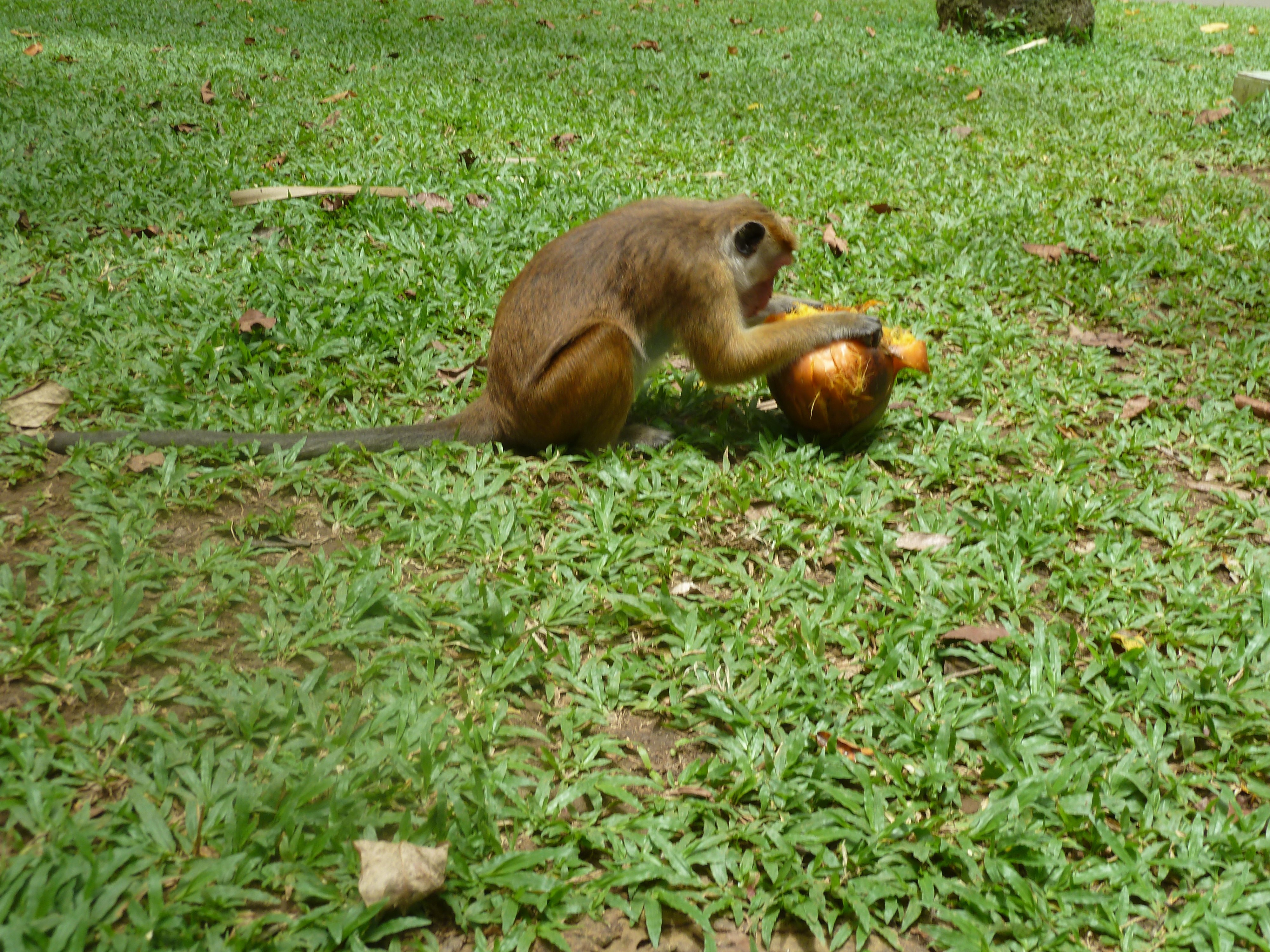
Jardin botanique de Peradeniya.
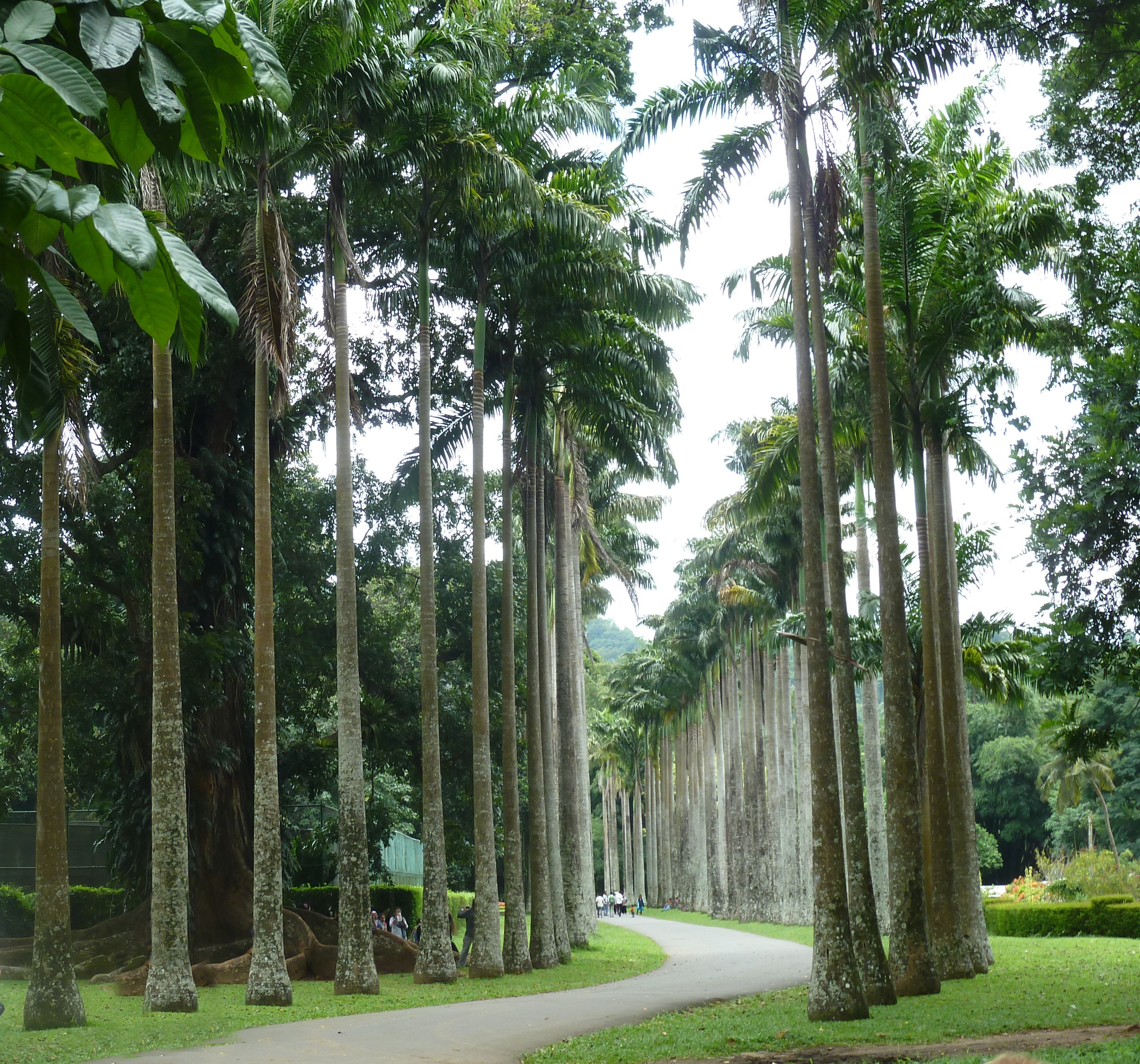
Jardin botanique de Peradeniya.

#### La propagation de la maladie caféière en Asie et Océanie
En voulant fuir la maladie pour créer d'autres plantations ailleurs dans l'océan Indien et l'océan Pacifique, les planteurs de Ceylan l'ont aidé à circuler[réf. souhaitée]: elle est rapidement retrouvée en 1872 à Madagascar, alors un producteur important[réf. souhaitée], puis en 1876 à Java[réf. souhaitée], le deuxième producteur mondial. La rouille du caféier est ensuite détectée dans les colonies du Natal, en 1878, et des îles Fiji, en 1879[réf. souhaitée]. En 1903, un scientifique Porto Rico la combat avec succès en exigeant la destruction d'une cargaison arrivée de Java[réf. souhaitée]. Vers 1878, les régions côtières de Java, devenues très sensible à la rouille de type Hemileia vastatrix sont abandonnées. La culture se déplace vers d'autres zones de l'archipel indonésien, sous contrôle des Hollandais, qui s'aperçoivent que les jeunes plants de café installés sur des terres caféicoles anciennes sont particulièrement fragiles à la maladie[réf. souhaitée].